# ALL/2
「ALL/2」是AAA的第2枚迷你專輯。於2006年9月13日發行。唱片公司為avex trax。

## 概要
- 與上一張專輯「REMIX ATTACK」相距約6個月。與上一張迷你專輯「ATTACK」相距約8個月。
- 收錄第5張單曲「哈利路亞」至第10張單曲「"Q"」5首單曲和新曲「夢想的片段」，一共6首曲目；但第8張單曲「刀魂男孩 / 和服噴射女孩」並沒有收錄在此迷你專輯。
- 此單曲有2個版本，分別有「CD+DVD」和「CD ONLY」。
- 本作收錄了歌曲「夢想的片段」的PV和PV Making，以及AAA出道1年間的片段「AAA、1年間の軌跡を追ったオフショット映像集」
- 此專輯是AAA出道1週年四連發的第三作，另外三作分別是8月30日發行的單曲「Let it beat!」、9月6日發行的單曲「"Q"」和與專輯同時發行DVD「2nd ATTACK at Zepp Tokyo on 29th of June 2006」。
- 在9月25日於公信榜專輯週排行榜取得第12位，是AAA當時銷量排名最高的專輯。

## 收錄內容

### CD
1. 颶風·莉莉，波士頓·瑪麗（ハリケーン・リリ、ボストン・マリ）
7th單曲
2. Let it beat!
9th單曲
3. 哈利路亞（ハレルヤ）
5th單曲
4. "Q"
10th單曲
5. Shalala 希望之歌（Shalala キボウの歌）
6th單曲
6. 夢想的片段（夢ノカケラ）
本作唯一的新曲

### DVD
1. 夢想的片段 （Music Clip）
2. AAA、1年間の軌跡を追ったオフショット映像集
3. 夢想的片段 （off shot）